# 歼-8
歼击8型战斗机（歼-8或称J-8），北约命名為「长须鲸」（Finback），是沈阳飞机工业集团研制生产的单座、双发、高空高速第三代战斗机，装备中国人民解放军空军。该机是中国空军在換裝Su-27戰鬥機以前最先进的攔截机。

## 發展歷程
1964年5月由航空研究院提出在米格-21基础上研制高空高速歼击机，同年10月方案论证提出作战对象为美国空军的B-58两倍音速高空轰炸机和F-105战斗轰炸机。1965年5月17日，罗瑞卿批准新歼的战技指标和研制任务，并正式命名为歼-8。由沈阳飞机设计研究所承担具体任务。1968年7月，首批2架歼-8总装完毕。1969年7月5日，原型机由尹玉焕驾驶首飞成功。
由于早期歼-8飞机的火控雷达性能不佳，且缺乏适用的雷达制导空对空导弹，因而迟迟未能形成战斗力，被军队称为“和平鸽”，设计之初强调的超视距作战能力直到2000年后才得以实现。
原本歼-8将依据「八二工程」（Peace Pearl Program ，PPP，又稱和平珍珠計畫）與美國格魯曼公司進行航電升級來達到三代機的戰力，但六四事件爆發後中國遭到美方禁運，雖然曾透過部分零件重啟合作的方式迴避規定，但仍以失败告终。此次中美交流僅僅獲得一些經驗，未能有效改變殲-8的性能。
殲-8在1969年首飞，但直到1980年才正式服役，等到服役时已经属落后，所以生产总量并不多。歼-8总共生产了不到400架，已于2012年左右停产。2011年开始，歼-8逐步除役。由于歼8机动性较差，所以如今大多被用于执行侦察和电子战任务。至2023年底，仅剩歼侦-8F侦察型在役。
2017年中俄「航空飛鏢」大賽，殲-8DF以高速偵察機項目參賽，最終贏過蘇-24MP獲勝。
由於機身過長，該機在中國軍迷間有「空中蔡國慶」、「人操火箭」和「飛行鉛筆」之稱。

## 型号

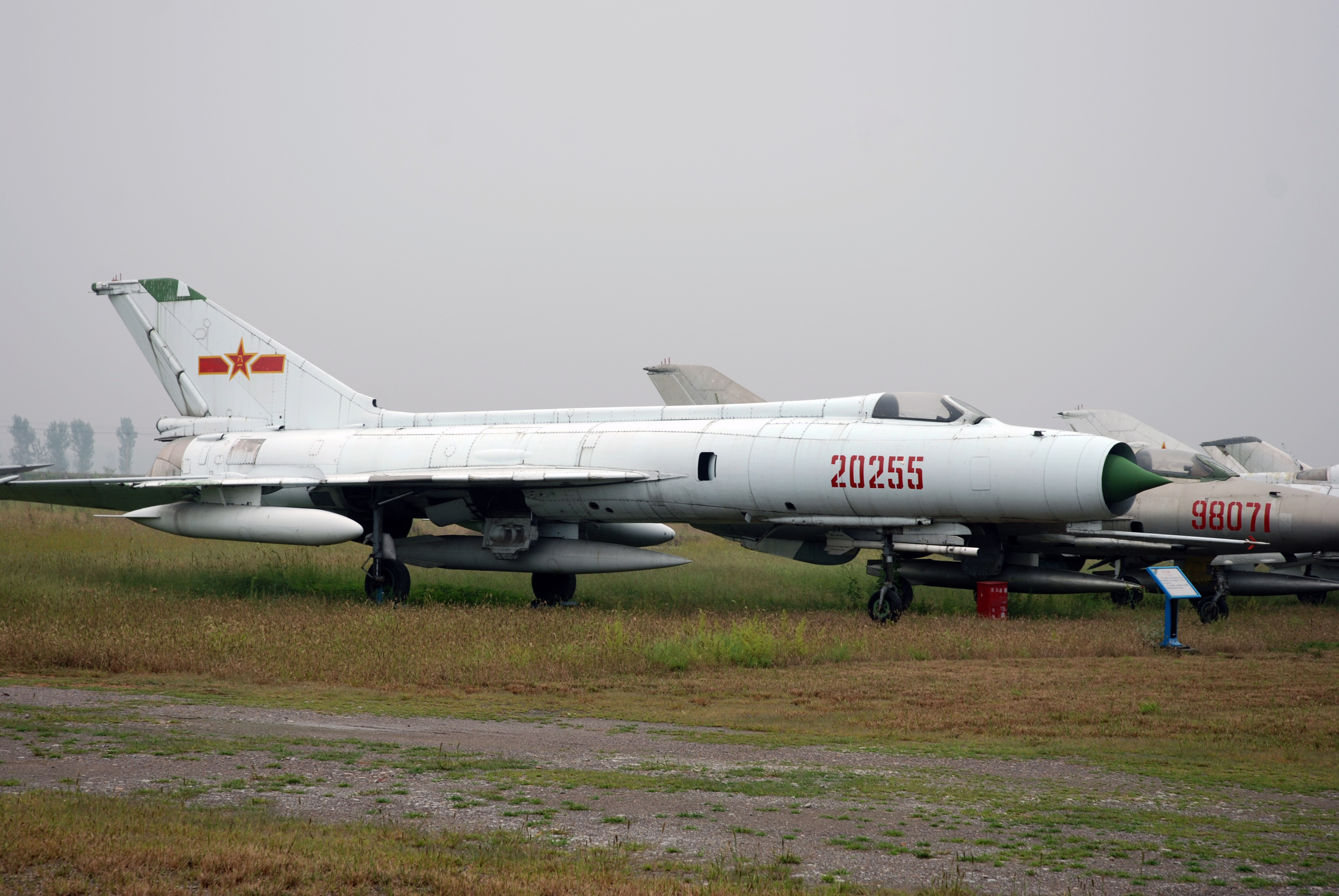
歼-8白天型

### 歼-8白天型
受文化大革命的影响，歼-8的进度被大大拖延，直到1979年12月才正式定型，而计划安装的204单脉冲火控雷达和交流电供电系统此时也未完成研发工作，只能安装226雷达测距器，使得初期的歼-8只可作为昼间截击机使用，因此最早定型的歼-8被称为歼-8白，1985年该型停产。

### 歼-8R/歼侦-8
歼-8R是衍生自歼-8白的战术侦察型，该型号在机腹加装由美国和西德联合提供的KA-112A侦查莢艙方案，1984年空军决定改装10架歼-8白为歼-8R型，1989年8月完成改装，2011年退役。

### 歼-8I/歼-8A

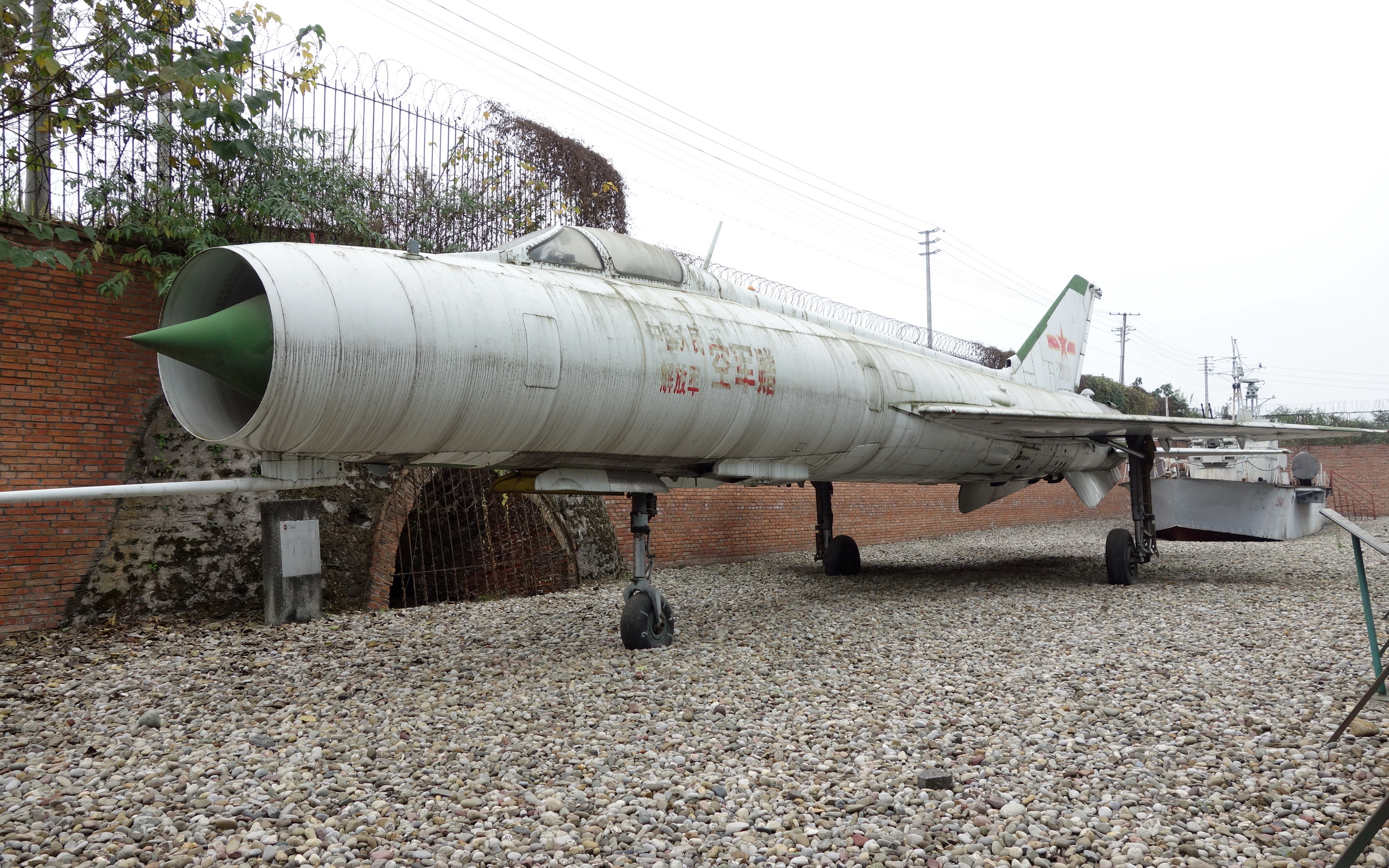
歼-8I,与歼-8 外观最明显区别是驾驶舱盖样式不同

早期定型的歼-8不具备全天候作战能力，1976年3月拥有全天候作战能力的歼-8I开始研制，改进包括电子、座椅、氧气系统和组合仪表重新设计，将两门30毫米30-1机炮换为一门23毫米23-3型双管机炮。
沈阳飞机设计研究所于1978年2月完成生产图，并开始试制。首机于1980年5月完成总装。同年6月15日地面试车时，由于液压系统故障造成发动机起火，整机烧毁。第二架原型机在更换液压泵后于1981年4月24日完成首飞。1985年7月27日正式定型，终于达到了1965年确定的技术要求。研制了17年的204单脉冲火控雷达也在1984年完成设计定型工作，搜索距离仅为18千米，正式命名为射击雷达-4型。然而歼-8A投产时已落后，单脉冲晶体管技术可靠性太差，又不具备下视功能，所用的霹雳-2乙导弹早已停产，霹雳-5乙空空导弹又和204雷达不匹配，根本不能执行作战任务，所以只生产了31架就于1990年停产。

### 歼-8ACT
1982年，中国开始在歼-8飞机的基础上发展“主动控制技术验证机”（ACT）改型，用于验证在飞行纵轴上的主动控制技术，联邦德国MBB公司参与了该项目并负责对操纵系统进行评审。1988年12月8日，歼-8ACT完成首飞。1989年1月28日，歼-8ACT模拟式纵轴电传操纵系统完成试飞。1990年6月24日，歼-8ACT数字式纵轴电传操纵系统闭环首飞成功，标志着该机验证获得初步成功，其技术后来由歼-8IIACT验证机继续研制并推进发展。 
1991年4月23日，歼-8ACT正常完成了例行试飞，着陆时轻跳起30厘米，飞行员推杆制止机头上仰。但因动作稍猛，而试验中的飞行控制软件存在缺陷，使得这一操纵动作超出了计算机的运算范围，飞行控制软件完全失效。飞机第二次跳跃至10米高度，倾斜35度，飞行员被迫跳伞逃生，飞机坠毁。 

### 歼-8E

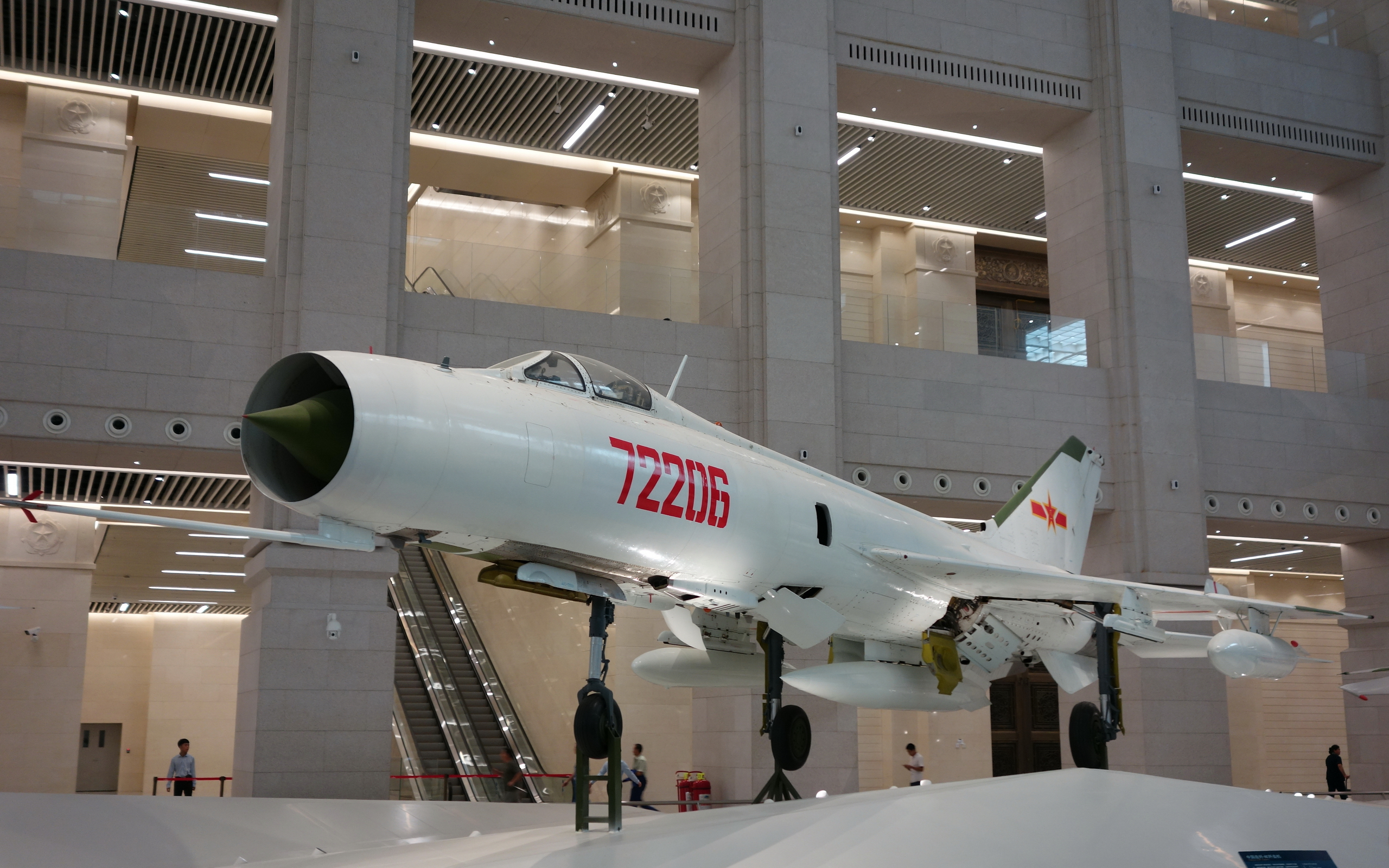
歼-8E

由于歼-8A设计时间较早，配套的航电系统落后，沈阳飞机设计研究所开始对歼-8A进行改进，改进包括将射雷-4雷达替换为歼雷-7甲改火控雷达，探测距离提高到28千米，增加使用霹雳-5空对空导弹的能力，加装941型箔条/红外干扰弹综合投放器、全向雷达告警器等设备。1992年11月24日第一架改装后的歼-8E飞机首飞，1993年7月通过技术鉴定，1996年3月31日歼-8E与歼-8IIM同日首飞，随后歼-8A飞机陆续被改装为歼-8E，已于2011年全部退出解放军现役。

### 八二工程

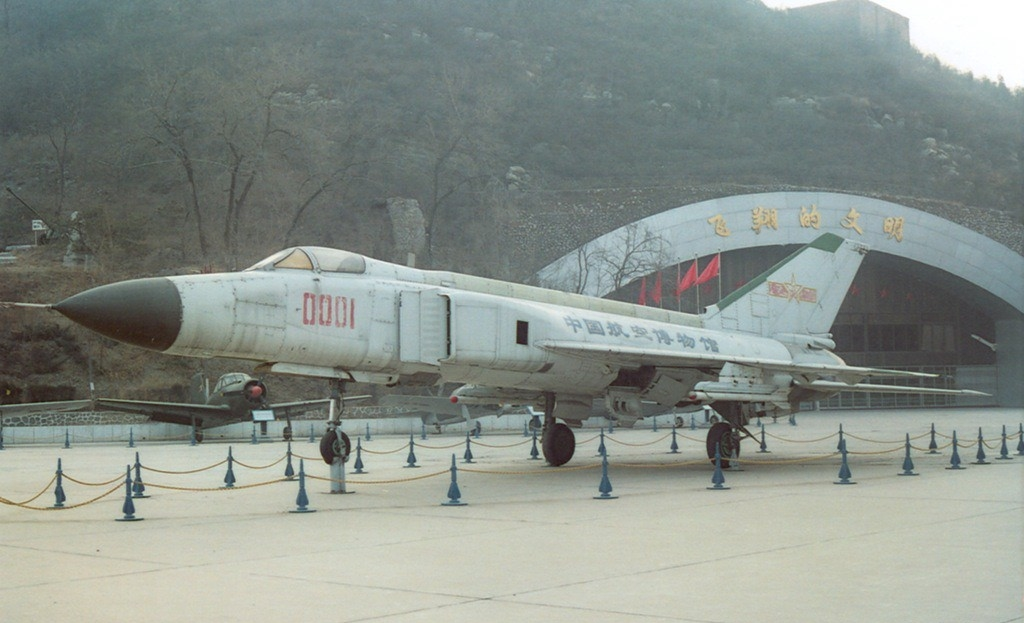
中国航空博物馆的0001号歼-8II飞机，曾于1989年运往美国进行航电系统的改装

20世纪70年代末，中国开始与西方国家接洽购买作战飞机，但随后转为引进西方航电技术改进国产作战飞机。1980年刘华清访美期间就曾洽谈改进歼-8飞机的事宜。1983年11月6日，邓小平在总参谋部、国防科工委报国务院、中央军委的《关于开展中美军事技术合作事项的请示》的请示上批示“要增加改装歼8电子火控系统项目”。1984年6月张爱萍访美再次与美方洽谈有关事宜，同年6月12日，美国总统里根将歼-8II改进项目列入FMS（对外军事销售）渠道。出于“货比三家”的考虑，中国还曾向英国马可尼公司和法国达索公司寻求改进歼-8II飞机的方案，以色列也提出参与改进的意向，最终中国决定采用美国提供的改进方案。
1985年10月12日，国务院、中央军委正式发文批复，表示原则同意用美国技术改装歼-8II飞机。1986年10月30日，中美双方签订LOA文件，文件中规定美国为中国提供55套生产型设备和4套原型设备，预计总费用约5亿美元。合作项目美国称为“和平珍珠”（Peace Pearl Program，PPP），而中国国内则称为“八二工程”。
1987年7月，格鲁曼公司被选定为“八二工程”主承包商。改进项目包括加装AN/APG-66（V）脉冲多普勒雷达、座舱显示系统、1553B数据总线、火控计算机、惯导系统等。除此之外双方还探讨引进AIM-7M空对空导弹，为歼-8II换装F404发动机等事宜。
两架歼-8II飞机和一个机头段模型于1989年1月20日通过美国空军的C-5运输机从沈飞公司运至美国格鲁曼公司，中方约20名技术人员前往纽约长岛格鲁曼公司工厂、代顿空军基地进行培训学习。
1989年6月4日，中国发生六四事件，西方国家重新对中国实行武器禁运，该项目被迫停顿。1989年10月美方重新启动该项目，1990年4月美方要求中方增加2亿美元预算以支付停工期间的费用，而此时中国已经转向同苏联谈判进口苏-27战斗机，对该项目已无兴趣，1990年9月完成全部地面调试工作后计划终止。两架改装后的歼-8II飞机和4套原型设备于1992年12月后交还给中国。

### 歼-8II 01批次/歼-8II基本型

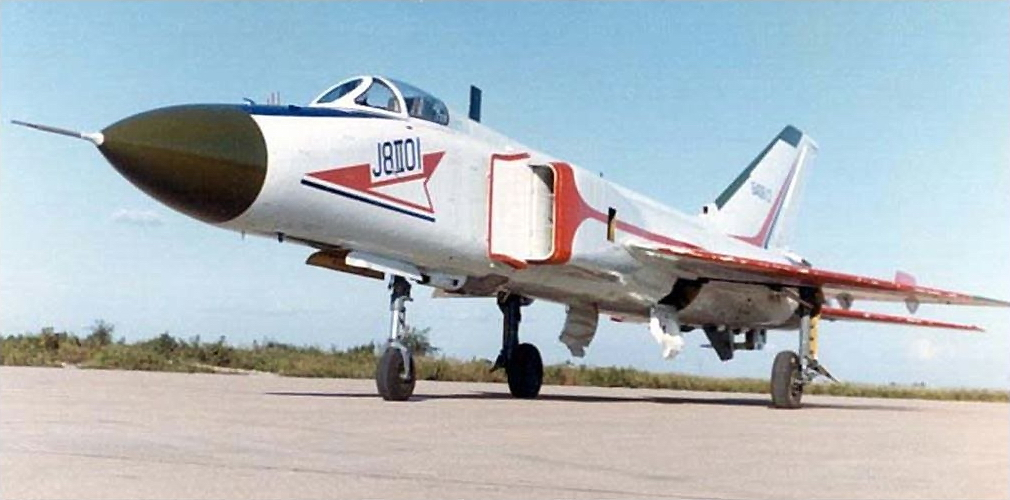
歼-8II 01架原型机

由于歼-8采用机头进气，不利于安装大直径雷达天线。1980年下半年，沈阳飞机设计研究所开始在歼-8的基础上进行改进，改进主要是将原有的机头进气改为两侧进气，使用涡喷-13B发动机替换涡喷-7发动机，这种飞机被命名为歼-8II。顾诵芬为该机总设计师，1984年6月12日，歼-8II原型机首飞成功。1988年10月15日，军工产品定型委员会正式批准歼8II飞机设计定型。
受困于航电水平落后，歼-8II的机载雷达没有半主动雷达制导功能，缺乏空军所需要的超视距作战能力，计划配套的霹雳-4空对空导弹也于1985年下马，因此歼-8II基本型并未进入部队服役，仅少量生产交由空军飞行试训中心进行试验训练任务。

### 歼-8II 02批次/歼-8B

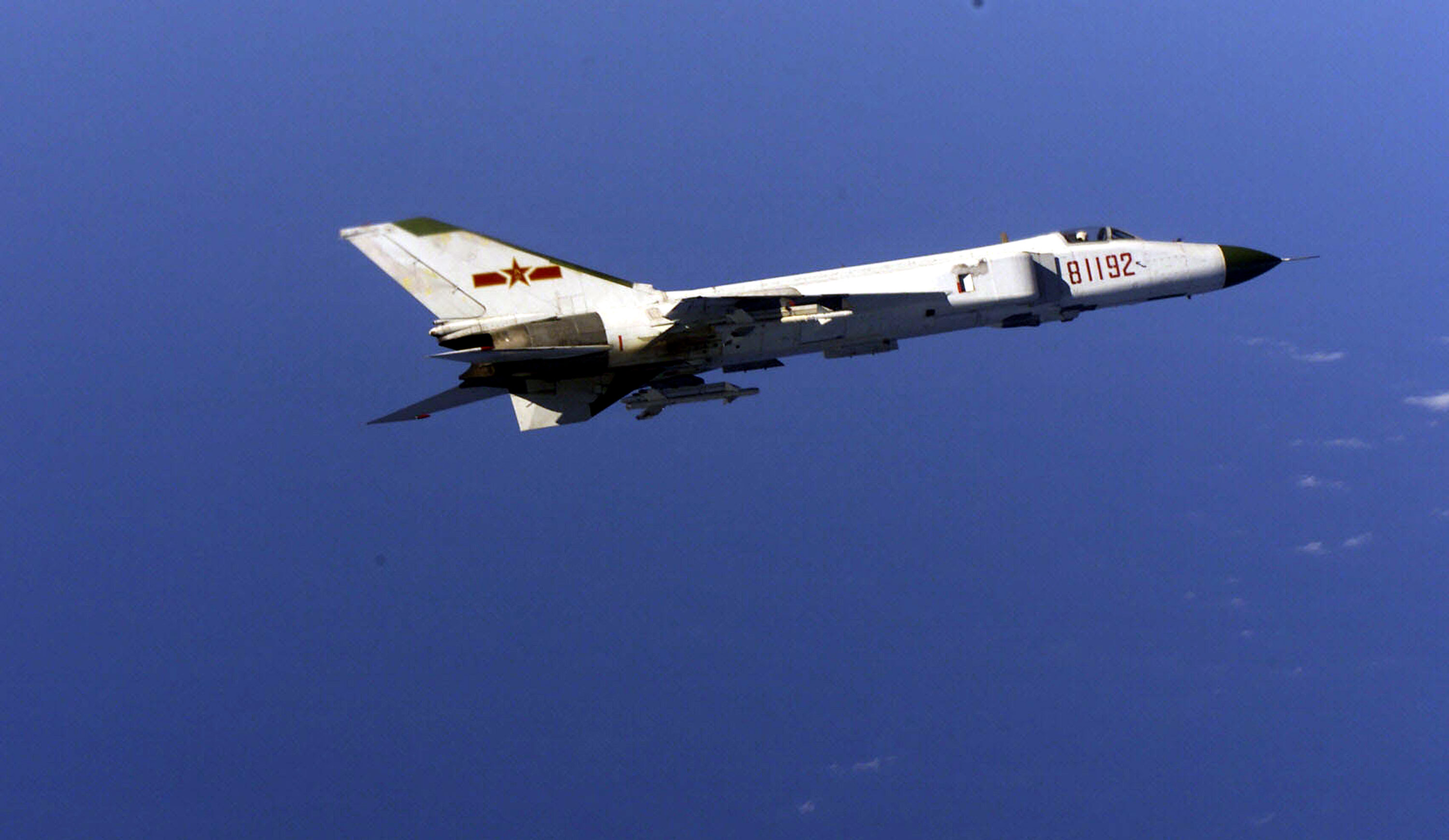
歼-8II

1988年9月，中意签订引进85枚“阿斯派德”半主动雷达制导空空导弹合同。1989年六四事件发生后，美方中断八二工程，空军随即要求沈阳飞机设计研究所对02批次的歼-8II进行改进，改进包括换装射雷-5甲（208A）单脉冲火控雷达、增加使用阿斯派德导弹（中国称之为A弹）和霹雳-8空对空导弹的能力、加装大气数据计算机、平视显示器等设备。
1989年11月，02批次歼-8II飞机首飞成功，随后进入“一边设计，一边研制（试飞），一边生产交付”的状态，该型号配套的射雷-5甲火控雷达和阿斯派德导弹很长一段时间无法搭配使用，直至1995年12月完成设计定型，1998年雷达和导弹靶射试验成功，2000年获国家科技进步一等奖。在配套了“阿斯派德”中距空空导弹后，歼-8II终于实现了有限的中距拦射能力。

### 歼-8IIACT
1990年，歼8II三轴数字式电传飞控系统预研项目立项，该项目计划作为“十号工程”飞控系统的备份。随后沈飞在歼-8II003号机的基础上改装为歼-8IIACT，该型改装包括在进气道唇口后增设一对鸭翼，加装三轴四余度电传操纵系统等。1996年12月29日完成首飞，2000年获国防科工委科技进步奖一等奖，2001年获国家科技进步奖二等奖。

### 歼-8C/八三工程
八二工程中止后，沈阳飞机设计研究所制定了歼-8III方案，1990年10月31日，中央军委主席江泽民在林宗棠陪同下到沈阳飞机制造厂视察并听取了研制歼-8III的设想，江泽民当场指示：“在‘八二工程’上，美国制裁我们，如此欺负我们，我们一定要把歼-8III搞上去，一定要为国家、为人民争口气。”后又在中央军委领导会议上指示：“歼-8III一定要搞。钱，我想办法筹集。我们这么大的国家，买几架飞机解决不了问题，还是要自力更生，靠我们自己，搞它200架，对付台湾的‘经国号’。”因此该改型被称之为“争气机”。
1991年5月，歼-8III正式批准立项并命名为歼-8C，该型号两大重要改进包括换装两台涡喷-14“昆仑”涡轮喷气发动机，加装自行研制的数字化航空电子综合火控系统。其他改进包括换装1471脉冲多普勒火控雷达、增加空中加油能力、增加使用武器种类、换装弹射座椅等。受八二工程中止的影响且需求迫切，军方提出“争三保四”首飞（争取在三年内并至多在四年内首飞），“争六保七”设计定型（争取在六年内并至多在七年内设计定型）。
1993年12月12日，歼-8III01架原型机完成首飞，1994年12月30日，03架全状态原型机完成首飞，1995年至1996年，01架和03架原型机先后转场试飞院进行定型试飞。1997年1月24日，04架原型机转场试飞院由于天气原因降落时冲出跑道导致飞机损毁。1999年5月20日，05架原型机在试飞院进行试飞任务期间发动机燃油系统发生严重泄露导致飞机起火，飞行员被迫跳伞逃生，飞机坠毁。两次重大事故严重影响了歼-8C的定型，而配套的涡喷-14“昆仑”发动机在试飞期间故障频发，此时歼-8F也已完成设计定型，2002年歼-8C通过设计鉴定后宣告计划中止。

### 歼-8D
歼-8D是在歼-8B的基础上加装受油管，使其具备空中加油能力，1990年11月21日首飞，1991年12月完成首次空中加油，1995年5月交付部队，1996年完成设计定型。

### 歼-8F

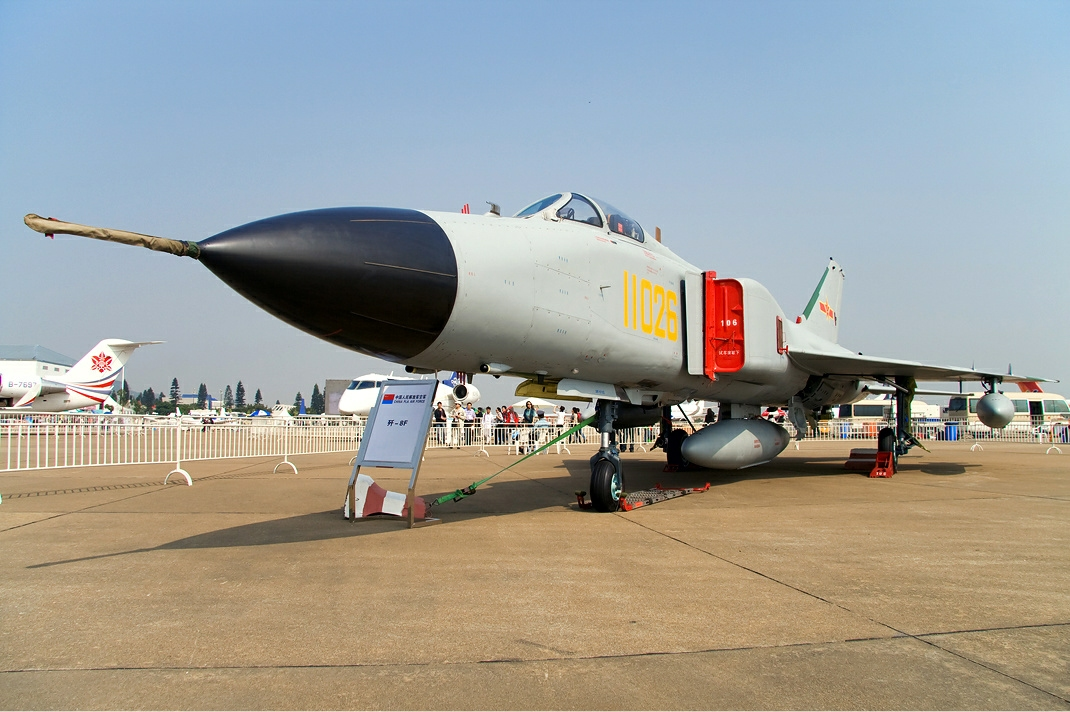
歼-8F

1998年，沈阳飞机设计研究所在歼-8C方案上进行改进，改进包括换装2台涡喷-13BII发动机、使用1492脉冲多普勒火控雷达替换原方案的1471火控雷达、增加使用霹雳-12空对空导弹和对地精确制导武器的能力、座舱现代化改装等。2000年12月20日该型号首飞，2002年交付部队使用，2004年进入小批量生产，2005年完成设计定型。
同歼-8H一样，歼-8F的航电系统也被用于歼-8B/D飞机的升级，升级后的型号被称为歼-8BF/DF，该型号也是歼-8II系列的最终改型。

### 歼侦-8F/歼-8FR
歼-8FR是衍生自歼-8F的战术侦察型，保留空战能力的同时增加侦查功能，该型号去除航炮并在机腹加装保形侦查吊舱，服役之初使用两台涡喷-14“昆仑”发动机，但由于该发动机故障频发又换回两台涡喷-13BII发动机。

### 歼-8G
歼-8G是在歼-8H的基础上进行改进，加强了机翼中央挂点强度，在机腹加装测频天线罩，改进后可以发射鹰击-91反辐射导弹和KD-88空对地导弹，于2006年首飞定型。

### 歼-8H
由于歼-8C改动较多使得该型号的发展并不顺利，但该计划所使用的1471多普勒脉冲火控雷达进度良好，沈阳飞机设计研究所提出在歼-8D的基础上进行航电升级的改造方案。1999年12月，总装备部同意歼-8H方案，方案将升级现有歼-8B/D的航电系统，将208甲单脉冲火控雷达换装为1471多普勒脉冲火控雷达的改进型号1491型，2000年6月18日该型号首飞成功，2002年8月完成霹雳-11空对空导弹（阿斯派德导弹的中国生产版本）定型靶试任务，2004年1月20日正式完成定型。改造后的歼-8B/D飞机被称为歼-8BH/DH型。

### 歼-8IIM
歼-8IIM是歼-8II的外贸型号，通过引进俄罗斯的航电设备对歼-8II进行改进，改进包括加装一台ZHUK-8IIM脉冲多普勒火控雷达、改装座舱显示系统、增加使用R-27和R-73空对空导弹的能力，1996年完成首飞并参加了当年举办的的第一届中国国际航空航天展。2004年沈飞在该机基础上进行改进，沿用了歼-8F的航电系统。该型号从未获得订单。

### 歼-8T
歼-8F小幅改进的外贸型号，未能实现出口，绰号“太阳鸟”，T取自“太阳鸟”的首字母T，而太阳鸟则是沈阳的标志性历史遗迹。该型号最早出现在2008年珠海航展展示的一张中国飞机发展时间表上，2009年9月以模型方式在第十三届北京航展展出。歼-8T的主要升级方向是装备了国产X波段全波形脉冲多普勒雷达和现代化的综合航电系统，相比歼-8IIM，依靠国内机载设备和成品摆脱了俄制设备。歼-8T同时进行了气动改进，改进了边条翼和飞行迎角从而获得减阻增升、改善起降条件和提高机动性能的效果，还配备有半埋模块化多功能保型舱，采用WP-13BII发动机，并可选配FWP-14A昆仑发动机。

## 用户
- 中国
  - 中国人民解放军空军：24架JZ-8F[17]
  - 中国人民解放军海军航空兵：12架JZ-8F[17]

## 圖片

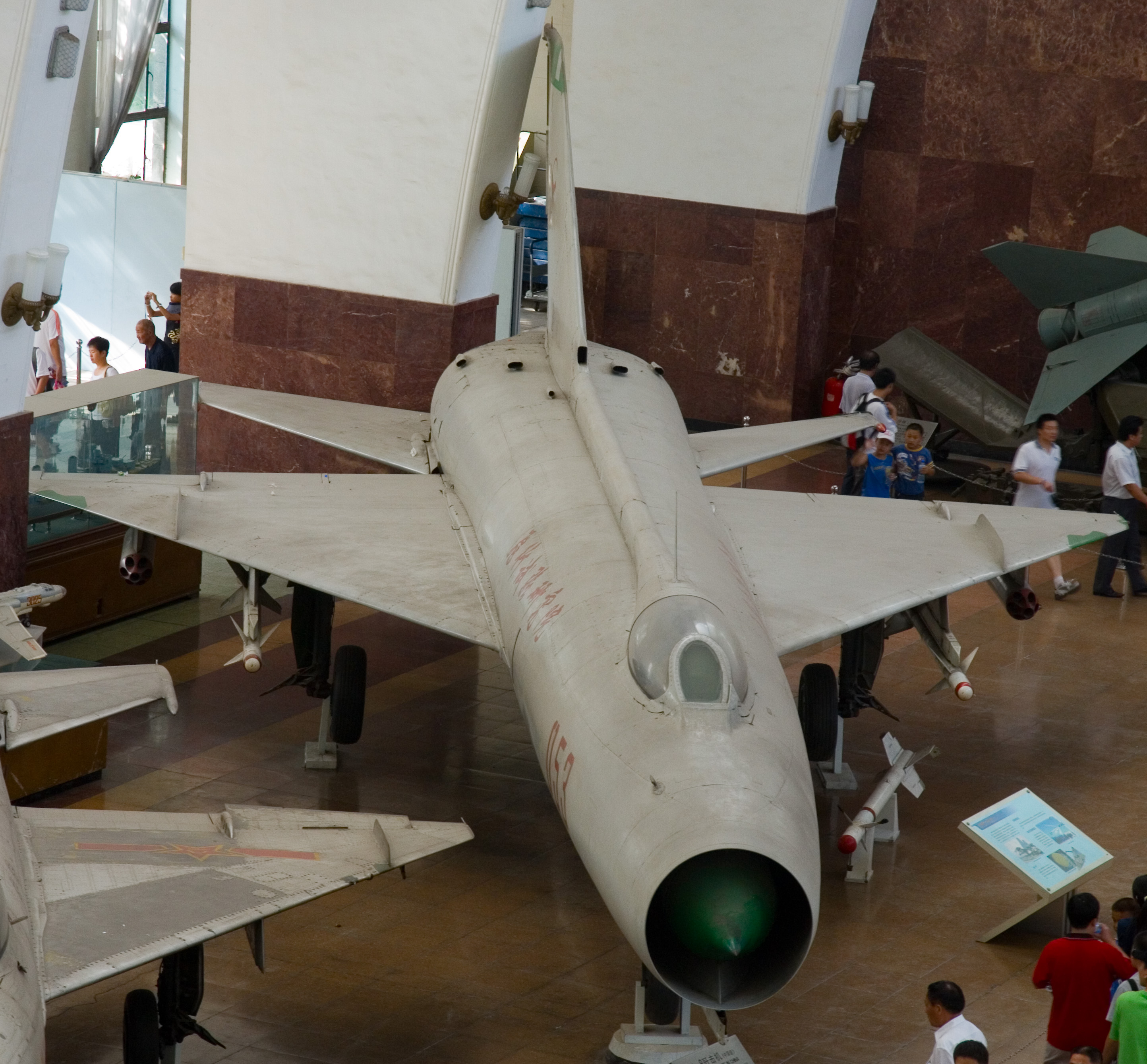
採用机头进气道的歼-8基本上等同是一架放大了的米格-21
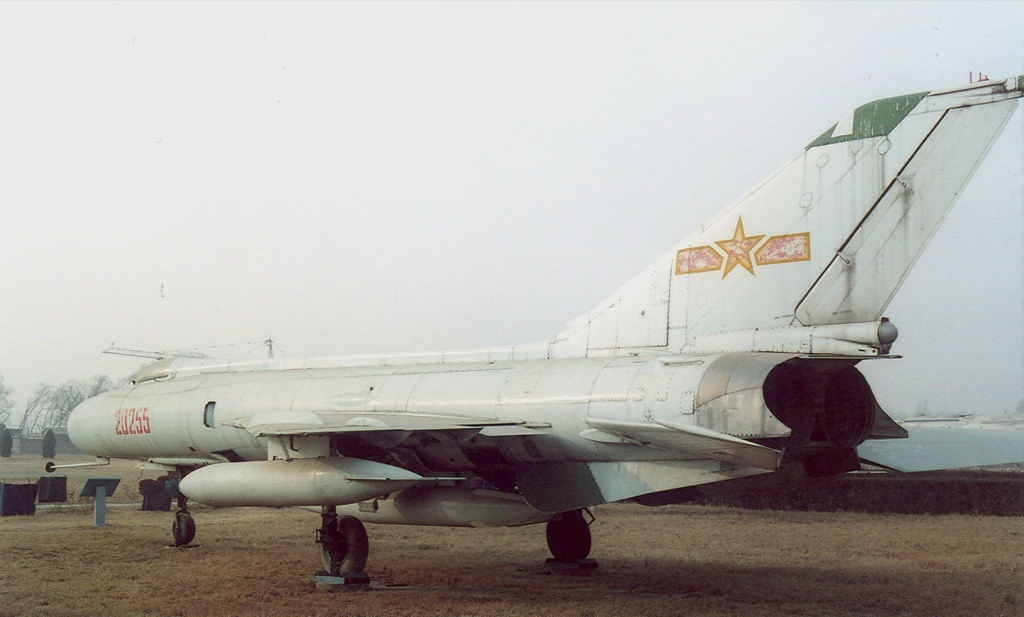
歼-8尾部可见双发喷口
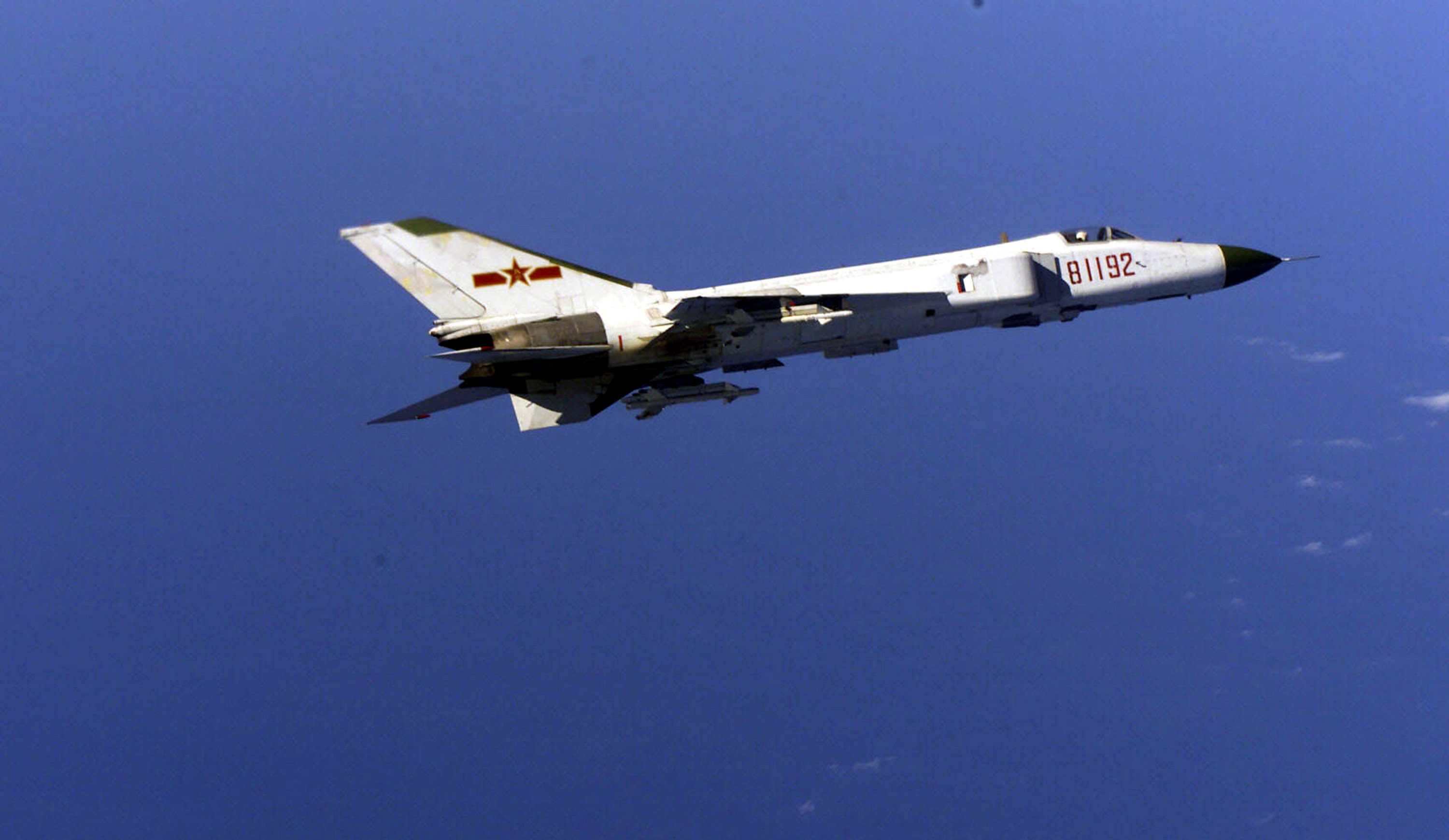
中美撞机事件中坠毁的海军航空兵歼-8II战斗机81192号，摄于事件发生前的1月24日
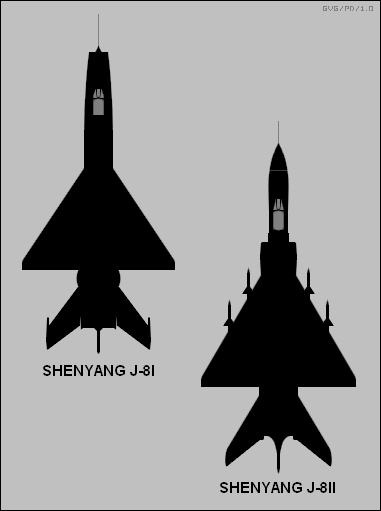
歼-8I和歼-8II外形比較

### 书籍
- The International Institute for Strategic Studies. . Routledge. 2022. ISBN 978-1-032-27900-8.